# Neil Hamilton Fairley
Neil Hamilton Fairley (Inglewood, 15 giugno 1891 – Sonning, 19 aprile 1966) è stato un medico e militare australiano, che riuscì a  salvare dalla malaria centinaia di Alleati durante la seconda guerra mondiale.
Laureato all'Università di Melbourne, Fairley entrò nel Corpo Medico del Regio Esercito Australiano nel 1915. Come primo lavoro dovette capire le cause di un'epidemia di meningite che aveva colpito gli accampamenti australiani. Successivamente fu trasferito in Egitto, al Cairo, dove sperimentò nuovi metodi contro la schistosomiasi. Ritornò all'Esercito Australiano durante la seconda guerra mondiale e giocò un ruolo importante anche sul piano tattico: convinse infatti il comandante Sir Archibald Wavell ad alterare i suoi piani durante l'Operazione Marita per evitare un'epidemia di malaria fra le truppe. Si occupò anche di trasmissioni via radio nel Teatro del Sud-Ovest Pacifico nella seconda guerra mondiale. Convinse poi l'Esercito australiano ad usare l'atebrina, una nuova medicina contro le malattie infettive.
Tornato a Londra nel dopoguerra e fondò un istituto per la cura delle malattie tropicali.